# Albert Kerscher
Albert Kerscher, né le 29 mars 1916 et mort le 12 juin 2011 à Ingolstadt, est un militaire allemand, un as de la Panzerwaffe, décoré de la croix de chevalier avec feuilles de chêne, et crédité à la fin de la Deuxième Guerre mondiale d'une centaine de destructions de chars.

## Faits d'armes
Il sert principalement à la schwere Panzer-Abteilung 502 (qui devient en janvier 1945 la schwere Panzer-Abteilung 511) en tant que chef de char sur un Tiger, où il forme un duo efficace avec Otto Carius dans le secteur de Narva au printemps 1944, ville qui verrouille le dispositif défensif de la Wehrmacht en Estonie.
Le 22 juillet 1944, il mène avec Otto Carius une reconnaissance au village de Malinava (en) dans la banlieue de Daugavpils, où une attaque doit avoir lieu. Ils y trouvent une colonne d'assaut soviétique qui vient d'arriver dans le village, et attend vraisemblablement des renforts pour passer à l'offensive. Kerscher et son acolyte décident de revenir avec leurs deux Tiger, couverts par six Tiger commandés par Leutenant Nienstedt qui restent en retrait. Ils détruisent ainsi en 20 minutes, selon les sources 17 chars T-34 et JS-2 ou 17 JS-2 et 5 T-34, sans aucune perte.
Le 23 octobre 1944, il reçoit la croix de chevalier de la croix de fer.
Albert Kerscher va encore s'illustrer dans la défense de la province de Prusse-Orientale. Le 13 avril 1945, lui et un autre Tiger de la schwere Panzer-Abteilung 511 détruisent une colonne soviétique d'une cinquantaine de chars près de Norgau (de). Le 21 avril, il retient, accompagné d'un Tiger II, d'un Panzer IV et de deux Hetzer, les assauts soviétiques à Pillau, permettant ainsi à des milliers de blessés d'évacuer la ville, combat au cours duquel il est crédité de son centième char mis hors de combat. Karl Lorenz lui ajoute les feuilles de chêne à sa croix de chevalier. Il continue à se battre le lendemain, se fait blesser le 23 et doit alors quitter le front. Il se fait finalement capturer par les Britanniques et reste deux mois captif dans le Schleswig-Holstein.
Après guerre il rejoint la Bundeswehr, terminant Oberstabsfeldwebel (de).